# Gäddsjömyran
Gäddsjömyran är ett naturreservat i Dorotea kommun och Vilhelmina kommun i Västerbottens län.
Området är naturskyddat sedan 2009 och är 69 kvadratkilometer stort. Reservatet omfattar myren med detta namn.  Reservatet består myrmark och granskog på myrholmar.